# Marion Molenkamp
Marion Molenkamp (* 1955) ist eine ehemalige deutsche Fußballspielerin.

## Karriere
Molenkamp, seinerzeit niederländische Staatsangehörige, begann 15-jährig beim Gelsenkirchener Stadtteilverein VfL Resse 08 mit dem Fußballspielen.
In den südlichen Stadtteil Erle gelangt, schloss sie sich der DJK Eintracht Erle an. Am Saisonende 1973/74 wurde die Bezirksliga Westfalen als Meister abgeschlossen; dieser Titel berechtigte zur Teilnahme an der ersten vom DFB ausgerichteten Deutschen Meisterschaft. Aus der Gruppe 4 als Sieger hervorgegangen und das in Bingen am Rhein gegen den SV Bubach-Calmesweiler ausgetragene Halbfinale gewonnen, zog sie mit ihrer Mannschaft in das erste Finale um die Deutsche Meisterschaft ein.
Das am 8. September 1974 im Mainzer Bruchwegstadion ausgetragene Meisterschaftsfinale wurde gegen den TuS Wörrstadt unter Leitung des Bonner Schiedsrichters Walter Eschweiler mit 0:4 verloren. In der Folgesaison, erneut Westfalenmeister, scheiterte sie mit ihrer Mannschaft in der Gruppe 2 der Vorrunde am späteren Deutschen Meister Bonner SC deutlich mit 0:11 nach Hin- und Rückspiel. Aufgrund der hohen Unterhaltungskosten, u. a. auch wegen der überregionalen Spiele, wechselte die Frauenmannschaft 1975 zum FC Schalke 04 – nicht zuletzt  auch durch tatkräftige Unterstützung des seinerzeitigen Vereinspräsidenten Günter Siebert.
Vor der Männer-Bundesligabegegnung mit dem MSV Duisburg am 16. August 1975 (2. Spieltag) wurde die Frauenmannschaft zuvor im Spiel gegen den  SC 07 Bad Neuenahr den 30.000 Zuschauern vorgestellt. Mit Sue Holt und Sandy Howells fanden auch zwei Engländerinnen den Weg nach Gelsenkirchen; Molenkamp hatte ein Jahr zuvor die Deutsche Staatsangehörigkeit beantragt, die ihr rechtzeitig erteilt wurde, sodass keine der drei auf der Bank Platz nehmen musste; in den 1980er Jahren wechselte sie zur zweiten Mannschaft als Spielertrainerin.

## Erfolge
- Finalist Deutsche Meisterschaft 1974
- Westfalenmeister
  - 1974, 1975 (mit der DJK Eintracht Erle),
  - 1977, 1980 (mit dem FC Schalke 04)